# Сорокотяжинці
Сорокотяжи́нці — село в Україні, у Немирівській міській громаді Вінницького району Вінницької області. Населення становить 213 осіб.
За 2 км від села знаходиться зупинка Сажки, де зупиняються приміські дизель-поїзди.

## Історія
Про походження назви села існує таке оповідання. Турки, дізнавшись про багатства власника цих земель Потоцького, який проживав у Немирові, вчинили набіг на його маєток у сподівання дістатися Немирова та пограбувати його, дійшли до села Печеного, в якому домашнє військо графа разом із селянами під проводом отамана Сороки відбило турків. Поміщик заснував на місці спаленого села нове у найближчому лісі та назвав його Сорокотяжинцями (Сорока тягався з турками). До 1882 року в Сорокотяжинцях існувала стара дерев'яна церква на честь святого Архістратига Михаїла, трикупольна, побудована у 1695 р. на кошти поміщика.
Будки — назва колишнього села, яке тепер входить до складу Сорокотяжинців, або попередня назва села.
Відповідно до Розпорядження Кабінету Міністрів України від 12 червня 2020 року № 707-р «Про визначення адміністративних центрів та затвердження територій територіальних громад Вінницької області» село Монастирок увійшло до складу Немирівської міської громади.
19 липня 2020 року, в результаті адміністративно-територіальної реформи та ліквідації Немирівського району, село увійшло до складу Вінницького району.